# تأثير الاختبار
تأثير الاختبار (بالإنجليزية: Testing effect)‏ هو ظاهرة زيادة الذاكرة طويلة الأمد عندما يتم تخصيص بعض الوقت لاسترجاع المعلومات التي يجب تذكرها من خلال الاختبار الذي يتبعه تغذية مرتجعة سليمة. ويشار إلى التأثير أحيانا على أنه ممارسة الاسترجاع، أو التعلم المعزز بالاختبار.
من المفيد للاشخاص اختبار معرفتهم للمواد التي يتم تذكرها أثناء عملية الدراسة، بدلا من مجرد دراستها أو قراءتها. فعلى سبيل المثال، يمكن للطالب استخدام البطاقات الاستذكارية للاختبار الذاتي وتلقي التغذية المرتجعة أثناء دراسته. ويوفر تأثير الاختبار أكبر فائدة للذاكرة على المدى الطويل عندما تكون المواد التي يتم اختبارها صعبة بما فيه الكفاية لتتطلب مزيدا من الجهد، ونجاح استرجاع عالي، وإعطاء الإجابات الصحيحة بعد الاختبار للتغذية المرتجعة.

## الأدلة التجريبية
نشرت أول دراسة تجريبية موثقة عن تأثير الاختبار عام 1917 من قبل غيتس. إلي جانب خطوة هامة في إثبات وجود تأثير الاختبار نتجت عن دراسة أجريت عام 1992 من قبل كارير وباشلر (Carrier and Pashler). وقد أظهرت دراستهما أن التدريب علي الاختبارات لا توفر فقط فرصة تدريبية إضافية، ولكنها تتسبب في نتائج أفضل من غيرها من أشكال الدراسة. وفي تجربتهما، تذكر المتعلمين الذين اختبروا معرفتهم أثناء التدرب علي الامتحان المزيد من المعلومات عن المتعلمين الذين أمضوا نفس الوقت لدراسة المعلومات كاملة.
لم تكشف هذه الدراسة عن ميزة كبيرة للاختبار أثناء الدراسة، ولكنها مهدت الطريق للعديد من الدراسات الأخرى التي أظهرت ميزة أكثر وضوحا. وفي نتائج دراسة في 2010 أجراها أجراوال وآخرون أظهرت أن الصعوبة المرغوبة لاختبارات الكتاب المفتوح واختبارات الكتاب المغلق تعزيز التعلم بشكل أفضل مقارنة بإعادة المذاكرة أو الاختبار دون تغذية مرتجعة. بالإضافة إلى ذلك، أظهرت دراسة قام بها رويديجر وكاربيك أن الطلاب في حالة الاختبارات المتكررة يتذكرون أكثر بكثير بعد أسبوع عن الطلاب في حالة الدراسة المتكررة (61٪ مقابل 40٪)، على الرغم من أن الطلاب في الحالة الأولي قاموا بقراءة المعلومات مرور فقط 3.4 مرات وفي الحالة الأخيرة قاموا بقراءتها 14.2 مرة. ومع ذلك، تشير دراسة أخرى من قبل بتلر إلى أن الاختبار يعزز فقط تعلم استجابة محددة، وأظهرت نتائجه أن فوائد الاستذكار لاسترجاع المعلومات من الذاكرة ينظر إلى ما هو أبعد من هذا مجرد الاحتفاظ باستجابة محددة. وهكذا، فإن معظم الدراسات تظهر مزايا أكبر للاختبار مقارنة بالدراسة من حيث ارتباطهما بالاحتفاظ طويل الأمد بالمعلومات التي يجب تذكرها، ولكن بعض الدراسات قد أسفرت عن نتائج تناقض هذا الادعاء.